# Valet de pique
Le valet de pique est une carte à jouer.

## Caractéristiques
Le valet de pique fait partie des jeux de cartes utilisant les enseignes françaises. En France, on le retrouve dans les jeux de 32 cartes, de 52 cartes et de tarot. Un valet et un pique, il s'agit d'une figure.
Son rang habituel est situé entre le dix de pique et la dame de pique (ou le cavalier de pique au tarot). Il est généralement la plus faible des figures de pique. Toutefois, comme pour les autres valets, certains jeux (comme la belote, l'euchre ou le Karnöffel (en)) peuvent promouvoir le valet de pique au plus haut rang s'il s'agit d'un atout.
Dans les enseignes latines, son équivalent est le valet d'épée ; dans les enseignes allemandes, il s'agit de l'Unter de feuille (Grünunter) ; dans les enseignes suisses, de l''Unter de bouclier (Schiltenunder).

## Représentations
Comme les autres valets, le valet de pique représente un personnage, typiquement un homme en costume associé à l'Europe des XVIe et XVIIe siècles, peut-être un domestique, un cavalier à pied ou un écuyer. Les représentations régionales du valet de pique, si elles sont relativement similaires, diffèrent néanmoins significativement sur les détails.
Dans les cartes vendues en France, le valet de pique est un homme d'allure jeune, imberbe, aux cheveux blancs descendant sur la nuque. Son visage est légèrement tourné vers la droite de la carte. Ses habits sont rouges, bleus et dorés, et il est coiffé d'un chapeau rouge muni d'une plume jaune. Sa main droite repose sur sa hanche. Les figures des cartes françaises sont à portrait double, symétriques par rapport à la diagonale, et le valet de pique suit cette représentation.
Dans les cartes anglaises, souvent utilisées au poker, le visage du valet de pique est de profil, tourné vers la droite de la carte. Il porte une moustache et ses habits bleus, avec des touches de rouge et jaune. Dans sa main gauche, il tient un objet non-identifiable.
Dans Les cartes allemandes, le valet de pique est un homme portant barbe et moustache, tenant une hallebarde dans sa main gauche. Cette représentation se retrouve pour le valet de pique du tarot nouveau utilisé en France pour le jeu de tarot.
Les cartes italiennes faisant usage des enseignes françaises représentent le valet de pique de diverses façons. Dans le jeu génois, il ressemble fortement au portrait français. Le jeu lombard le représente avec une moustache et une barbiche, le corps de profil vers la gauche de la carte, le visage tourné vers le joueur, les deux mains sur une hallebarde. Dans Le jeu piémontais, il est imberbe, regarde légèrement vers la droite et tient une hallebarde dans sa main gauche. En Toscane, il est représenté en pied avec barbe et moustache blondes, un habit bleu et des chausses rouges ; sa main droite est posée sur la garde de son épée, passée dans sa ceinture ; sa main droite repose sur un bouclier.
Si la variante indique la valeur des cartes dans les coins, celle du valet de pique est reprise en rouge par l'initiale du mot dans la langue correspondante (« V » pour « valet » en français, « J » pour « jack » en anglais, « B » pour « Bube » en allemand, etc.).
De façon unique, chacune des figures des cartes françaises portent un nom, inscrit dans un coin, dont l'origine et la signification sont incertaines,. Le valet de pique est appelé « Hogier » ou « Ogier » ; il pourrait s'agir d'une référence à Ogier de Danemarche, l'un des douze pairs de Charlemagne.

Valet de pique, jeu de bridge. Il s'appelle ici Ogier et pas Hogier.
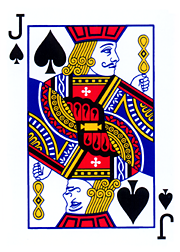
Valet de pique, portrait anglais, jeu de poker.
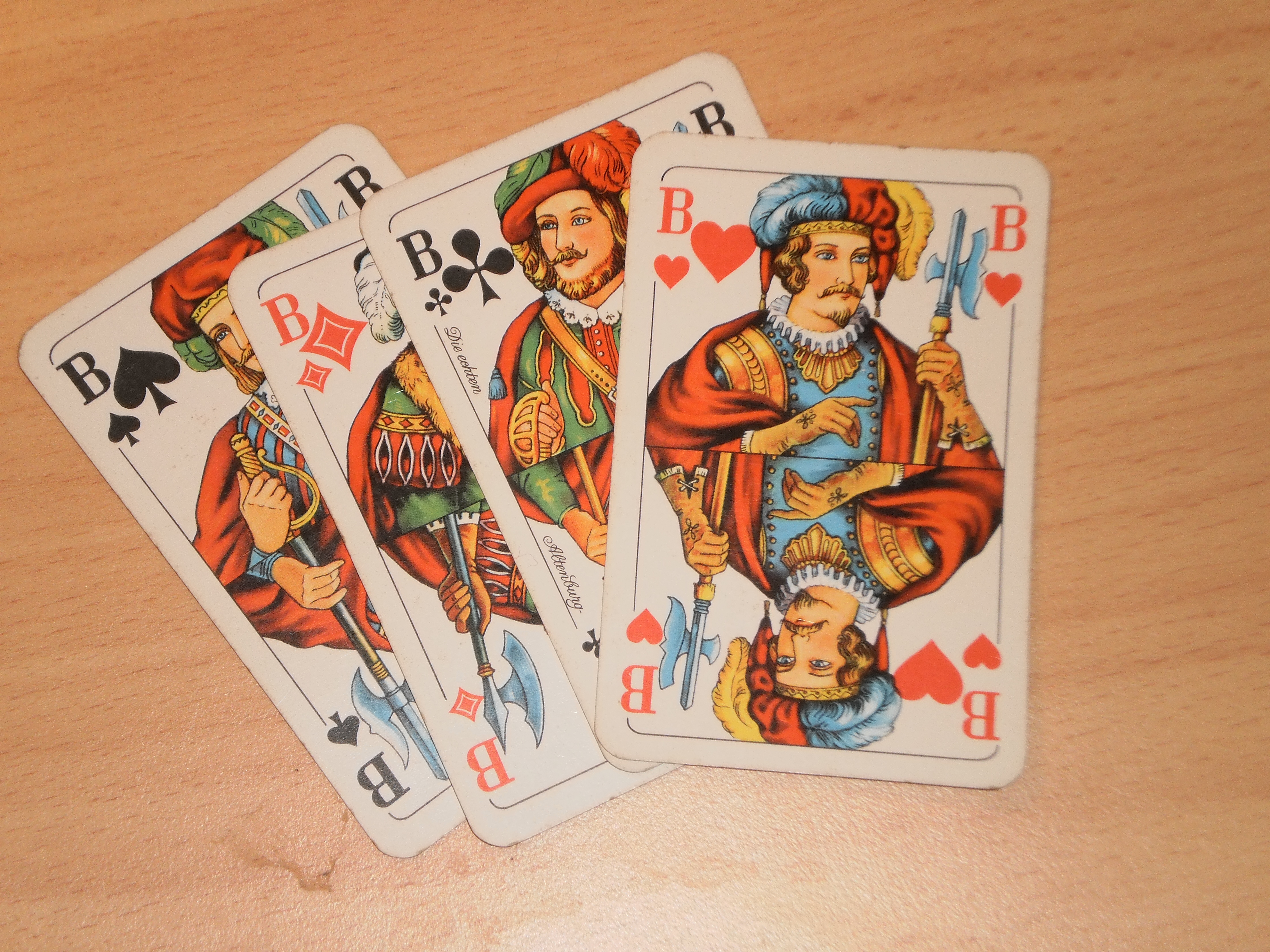
Quatre valets, portrait allemand.
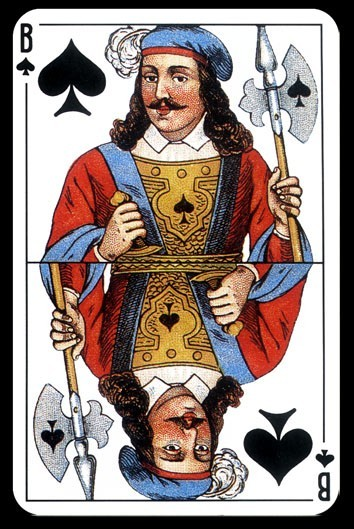
Valet de pique, carte russe.
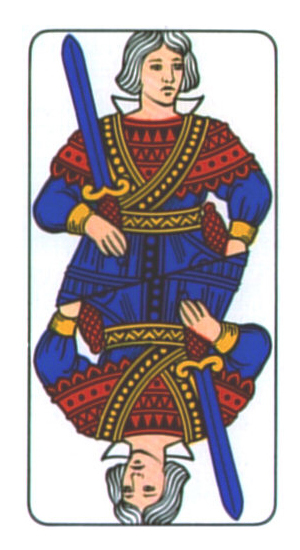
Valet d'épée, enseignes latines, portrait de Bergame.

## Historique
Les premières cartes à jouer éditées en Europe ne comportent aucune des enseignes rencontrées dans les jeux français contemporains. Les enseignes latines (bâtons, deniers, épées et coupes) sont probablement adaptées des jeux de cartes provenant du monde musulman,. Les enseignes françaises sont introduites par les cartiers français à la fin du XVe siècle, probablement par adaptation des enseignes germaniques (glands, grelots, feuilles et piques). Les enseignes françaises procèdent d'une simplification des enseignes précédentes, permettant une reproduction plus aisée (et donc un moindre coût de fabrication). L'enseigne de pique pourrait trouver son origine dans celle de feuille dans les enseignes germaniques, débarrassée de ses détails. Le passage de l'épée des enseignes latines à la feuille des enseignes germaniques pourrait quant à elle provenir d'une altération de la poignée de ces premières.
Les figures des premiers jeux de cartes européens sont le roi, le cavalier et le fantassin (« fante » en italien) ou valet. La plupart des jeux régionaux conservent cette distinction entre cavalier et valet (les jeux allemands, les désignent comme valet supérieur, Ober, et valet inférieur, Unter). Les jeux français remplacent parfois le cavalier par la dame mais conservent le valet.

## Informatique
Le valet de pique fait l'objet d'un codage dédiée dans le standard Unicode : U+1F0AB, « 🂫 » (cartes à jouer) ; ce caractère sert également pour le valet d'épée.